# Hans von Kanitz (Politiker)

Hans Graf von Kanitz

Hans Wilhelm Alexander Graf von Kanitz-Podangen (* 17. April 1841 in Mednicken, Ostpreußen; † 30. Juni 1913 in Podangen) war ein deutscher Politiker der Deutschkonservativen Partei.

## Herkunft
Kanitz entstammte altem preußischem Adel und war der älteste Sohn und das zweite von zwölf Kindern des Ostpreußischen Generallandschaftsdirektors, Mitglieds des Preußischen Abgeordnetenhauses sowie später des Preußischen Herrenhauses (1868–1877), Emil Carl Ferdinand Graf von Kanitz (1807–1877) und der Charlotte von Sydow (1820–1868) aus dem Hause Stolzenfelde, Neumark.

## Leben
Nachdem er zunächst häuslichen Unterricht erhalten hatte, besuchte er 1856–1859 die Klosterschule Roßleben, an der er die Hochschulreife erwarb. Nach dem Studium der Rechtswissenschaft an der Friedrich-Wilhelms-Universität zu Berlin und der Ruprecht-Karls-Universität Heidelberg. 1861 wurde er im Corps Saxo-Borussia Heidelberg recipiert. Er war nach dem Examen zunächst 1862 Auskultator am Kammergericht und sodann 1864–1867 Regierungsreferendar in Frankfurt (Oder). Er wurde 1867 zum kommissarischen Landrat in Hirschberg in der damaligen preußischen Provinz Schlesien berufen und war von 1870 bis 1877 Landrat des Kreises Sprottau in Schlesien.
Parallel verfolgte Graf Kanitz eine militärische Laufbahn und wurde 1864 zum Seconde-Lieutenant und 1873 zum Premier-Lieutenant befördert. Er nahm als Offizier des 3. Schweren Landwehr-Reiterregiments am Deutschen Krieg und am Deutsch-Französischen Krieg teil. 1870 erhielt er das Eiserne Kreuz II. Klasse. Bei seinem Abschied aus dem Militärdienst wurde er zum Rittmeister d. Res. befördert.

### Podangen

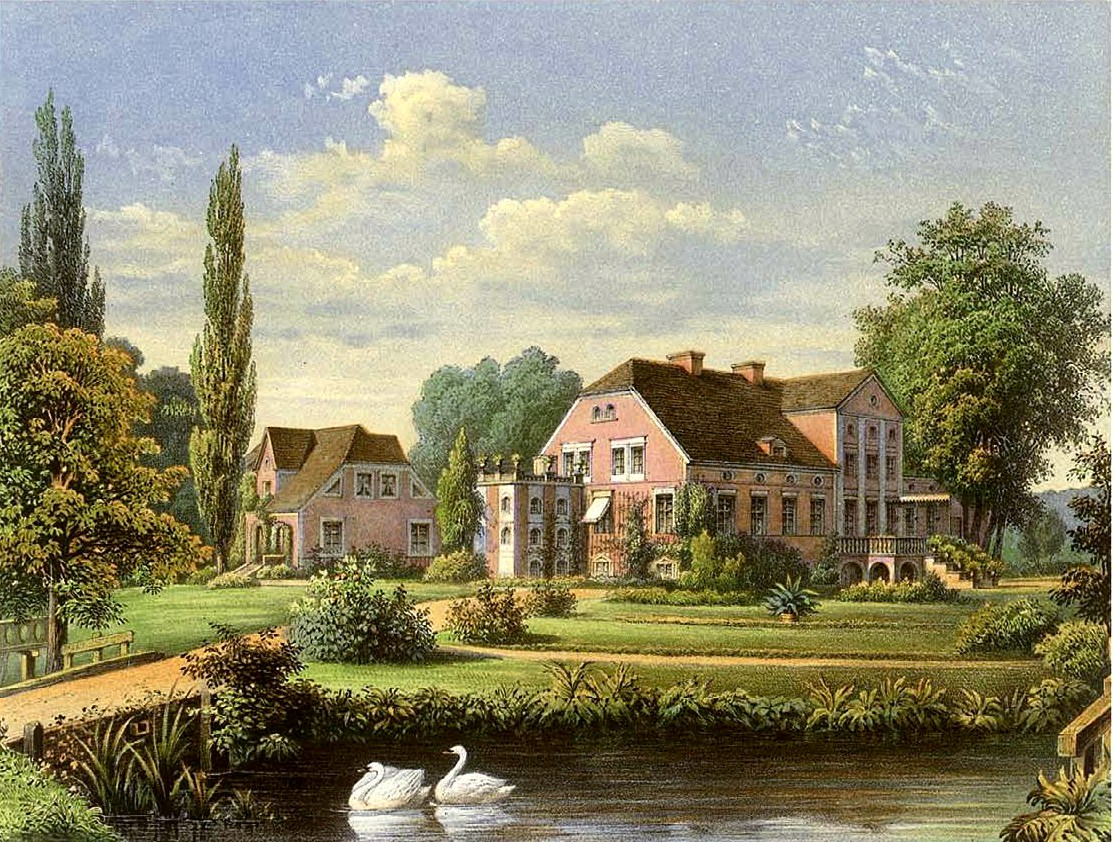
Rittergut Podangen um 1859/1860, Sammlung Alexander Duncker

1877 übernahm er nach dem Tode seines Vaters das im Kreis Preußisch Holland in Ostpreußen gelegene Rittergut Podangen, das er zusammen mit dem verpachteten Stammgut Mednicken bei Königsberg i. Pr. bewirtschaftete, das sich seit 1491 ununterbrochen im Besitz der Familie befand.

### Politik
Daneben begann er bereits 1869 seine politische Laufbahn als Mitglied des Reichstages des Norddeutschen Bundes, dem er bis 1870 angehörte. 1885 wurde er als Mitglied der Deutschkonservativen Partei erstmals Mitglied des Preußischen Abgeordnetenhauses, dem er bis zu seinem Tode 1913 angehörte. 1890 wurde er darüber hinaus Mitglied des Reichstages, in dem er zunächst den Reichstagswahlkreis Regierungsbezirk Gumbinnen 2 und zuletzt nach der Reichstagswahl 1912 bis zu seinem Tode den Reichstagswahlkreis Regierungsbezirk Königsberg 7 vertrat.
Graf Kanitz war ein bedeutender Vertreter agrarischer Interessenpolitik in der wilhelminischen Epoche. Als Mitglied der Deutsch-Konservativen Fraktion setzte er sich für die Bildung eines Schutzzollsystems sowie die Interessen der Landwirtschaft ein. Im Rahmen seiner parlamentarischen Arbeit besonders hervorgetreten ist er durch den Antrag Kanitz.
Hierbei handelte es sich um einen in den Jahren 1894–1896 mit Unterstützung des 1893 gegründeten Bundes der Landwirte dreimal vergeblich in den Reichstag eingebrachten Gesetzentwurf zur Verstaatlichung der Getreideeinfuhr und zur Anlage von Getreidereserven für den Kriegsfall, der eine lebhafte öffentliche Diskussion auslöste. Anlass dieses zugleich als reaktionär und utopisch oder gar „sozialistisch“ kritisierten Vorhabens war der seinerzeitige Verfall der Erzeugerpreise für Agrarprodukte, insbesondere Brotgetreide, und die daraus resultierende Agrarkrise, die im Wesentlichen auf die von Reichskanzler Caprivi mit dem Russischen Kaiserreich geschlossenen Handelsverträge zurückgeführt wurden, die einen Abbau von Einfuhrzöllen für landwirtschaftliche Erzeugnisse vorgesehen hatten.
Aus jener Zeit ist der vom Bund der Landwirte geprägte Slogan überliefert: Ohne Kanitz keine Kähne. Dieser stellt einen politischen Zusammenhang her zwischen dem von Kaiser Wilhelm II. betriebenen Schlachtflottenbau und den Schutzinteressen der Agrarwirtschaft. Graf Kanitz stand der Flottenpolitik des Reiches ohnedies kritisch gegenüber. Er war der Ansicht, dass Deutschland nicht gleichzeitig die stärkste Landrüstung und die stärkste Seerüstung tragen könne. Auch hielt er es für unklug, die Zahl der zu jener Zeit bereits vorhandenen Gegner Deutschlands noch durch England zu vermehren, das durch die deutsche maritime Konkurrenz in seinen Interessen empfindlich gestört werden würde.
Graf Kanitz gehörte auch zu den als Kanalrebellen bezeichneten Gegnern des von Wilhelm II. verfolgten Prestigeprojekts zum Bau des Mittellandkanals, das 1899 auf verbreiteten Widerstand in Parlament und Verwaltung stieß. Seine wirtschaftlichen und sozialpolitischen Bedenken gegen die in das preußische Abgeordnetenhaus eingebrachte und dort mehrfach abgelehnte Kanalvorlage fasste er 1904 in einem Offenen Brief an die Preußische Regierung zusammen. Er war ferner Mitglied einer zur Untersuchung der Missstände des damaligen Börsenhandels berufenen dreiundzwanzigköpfigen Börsen-Enquête-Kommission, deren Vorschläge (z. B. zur Einschränkung des Terminhandels) wesentlichen Einfluss auf das 1896 verabschiedete Börsengesetz hatten. Graf Kanitz gehörte der Zolltarifkommission des Reichstags an. Seine umfassenden Kenntnisse auf dem Gebiet des Tarifwesens veranlassten außerdem seine Berufung in den preußischen Landeseisenbahnrat, eine 1882 für wichtige Verkehrsfragen geschaffene beratende Körperschaft.

## Ehrungen
Unvollständige Liste
- Charakter als Wirklicher Geheimer Rat mit dem Prädikat Exzellenz (1910)

## Familie
Graf Kanitz war seit 1875 in erster Ehe mit Marie Freiin von Krassow (1854–1877), Tochter des Grafen Carl Reinhold von Krassow (1812–1892) auf Pansevitz, Rügen, und der Clementine von Below verheiratet. Dieser Ehe entstammten zwei Kinder:
- Sigrid Charlotte Clementine Marie (1876–1967) ⚭ 1932 Adolph Ernst Knoch (1874–1965), Autor theologischer Schriften und Bibelherausgeber
- Georg Karl Emil Graf von Kanitz-Podangen (1877–1916), Rittmeister d. Res., Legationsrat, außerordentlicher Militärattaché in Persien (1915/1916)

Aus der 1879 geschlossenen Ehe mit Gräfin Marie von Bismarck-Bohlen (1855–1929), Tochter des Grafen Friedrich Alexander von Bismarck-Bohlen (1818–1894) auf Karlsburg, Vorpommern, und der Pauline von Below (1825–1889) stammten sieben Kinder:
- Friedrich Hans Theodor Berndt Graf von Kanitz-Mednicken (1880–1945), Gutsbesitzer, Landrat ⚭ 1916 Elisabeth Gräfin Finck von Finckenstein (1884–1968)
- Elisabeth Pauline (1882–1958) ⚭ 1912 Wilhelm von Dommes (1867–1959), Generalmajor (mit dem Ehrenrang Generalleutnant), Generalbevollmächtigter des preußischen Königshauses
- Werner Hans Otto Graf von Kanitz (1883–1965)
- Gerhard Theodor Alexander Graf von Kanitz-Podangen (1885–1949), Gutsbesitzer, Reichsminister für Ernährung und Landwirtschaft ⚭ 1912 Valeska Freiin von Tiele-Winckler (1893–1948)
- Paula Margarete Elisabeth (1888–1969) ⚭ 1913 Bonaventura Graf Finck von Finckenstein-Jäskendorf (1872–1950), Gutsbesitzer, Rittmeister, Landrat
- Eleonore Marie (1891–1947) ⚭ 1921 Maximilian Graf von Wiser (1861–1938), berühmter deutscher Augenarzt
- Hans Graf von Kanitz (1893–1968), Generalmajor, Begründer des „Sternbriefkreises“ christlicher Offiziere ⚭ 1932 Karoline Prinzessin zur Lippe-Biesterfeld (1905–2001), Tochter des Fürsten Leopold IV. zur Lippe

## Brüder und Schwäger
Anzumerken ist, dass sein jüngerer Bruder Georg Carl Elias Graf von Kanitz (1842–1922) von 1893 bis zu seiner Mandatsniederlegung am 14. März 1894 für den Wahlbezirk 7 Schlochau-Flatow, Regierungsbezirk Marienwerder, ebenfalls Mitglied des Deutschen Reichstags war. Alexander Carl Richard Graf von Kanitz (1848–1940), ein weiterer Bruder, wurde Generalleutnant. Mit Elard von Oldenburg-Januschau, einem bekannten konservativen Politiker des Kaiserreichs und der Weimarer Republik, war Kanitz verschwägert.

## Veröffentlichungen
- Aphorismen über Getreidezölle, 1879
- Das Wirtschaftsprogramm des Reichskanzlers, 1879
- Die Denkschrift [Rudolph von] Delbrücks über Getreidezölle, 1879
- Die preußischen Ostprovinzen und die Zollreform, 1880
- Die Kohlen-Verkaufsvereine und ihre wirthschaftliche Berechtigung, 1891.